# Thoinot Arbeau
Thoinot Arbeau, pseudonimo di Jehan Tabourot (Digione, 17 marzo 1520 – Langres, 20 luglio 1595), è stato un presbitero e scrittore francese.

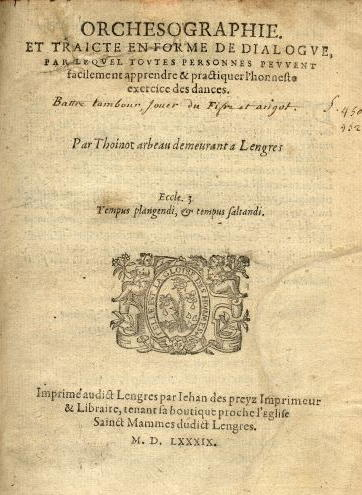
Orchésographie. Et traicte en forme de dialogve, par leqvel tovtes personnes pevvent facilement apprendre & practiquer l'honneste exercice des dances di Thoinot Arbeau (1519-1595)

Lo pseudonimo è un anagramma del vero nome Jehan Tabourot.

## Biografia
Il Tabourot fu nominato canonico della città di Langres (nei pressi di Digione) nel 1574. Grande appassionato della danza e con buone conoscenze musicali, decise di dedicarsi alla raccolta delle danze più diffuse ai suoi tempi e di annotarne i passi, la struttura e la musica. Perciò egli è celebre nell'ambito della storiografia della danza per aver scritto un trattato dal titolo Orchésographie et traité en forme de dialogue par lequel toutes personnes peuvent facilement apprendre et pratiquer l'honnête exercice des danses, ossia Orchésographie e trattato in forma di dialogo attraverso il quale tutti possono facilmente imparare e praticare l'onesto esercizio delle danze. Il trattato fu pubblicato una prima volta nel 1589 ed ebbe in seguito altre edizioni, posteriori alla morte dell'autore (seconda edizione 1596).
Il trattato - come è annunciato nel titolo - è scritto in forma di dialogo tra l'Arbeau e un immaginario allievo, di nome Capriol e, oltre alla descrizione di numerose danze in uso ai tempi dell'autore, contiene le notazioni delle melodie che accompagnavano dette danze, istruzioni per suonare alcuni strumenti musicali, indicazioni sull'accompagnamento polifonico, teorie, cenni storici e molte illustrazioni, ottenute con il metodo della xilografia, che rappresentano le differenti fasi di esecuzione delle danze.